# Gun Nac
Gun Nac (ガンナック) est un shoot them up à défilement vertical sorti en 1990 sur Nintendo Entertainment System. Le jeu a été développé par Compile.